# Acianthera cryptantha
Acianthera cryptantha  es una especie de orquídea. Es originaria de Rio Grande do Sul y Minas Gerais, Brasil, Desde 2010 esta planta se clasifica en la Sección Cryptophoranthae de Acianthera pero se conocía anteriormente como Cryptophoranthus cryptanthus. 

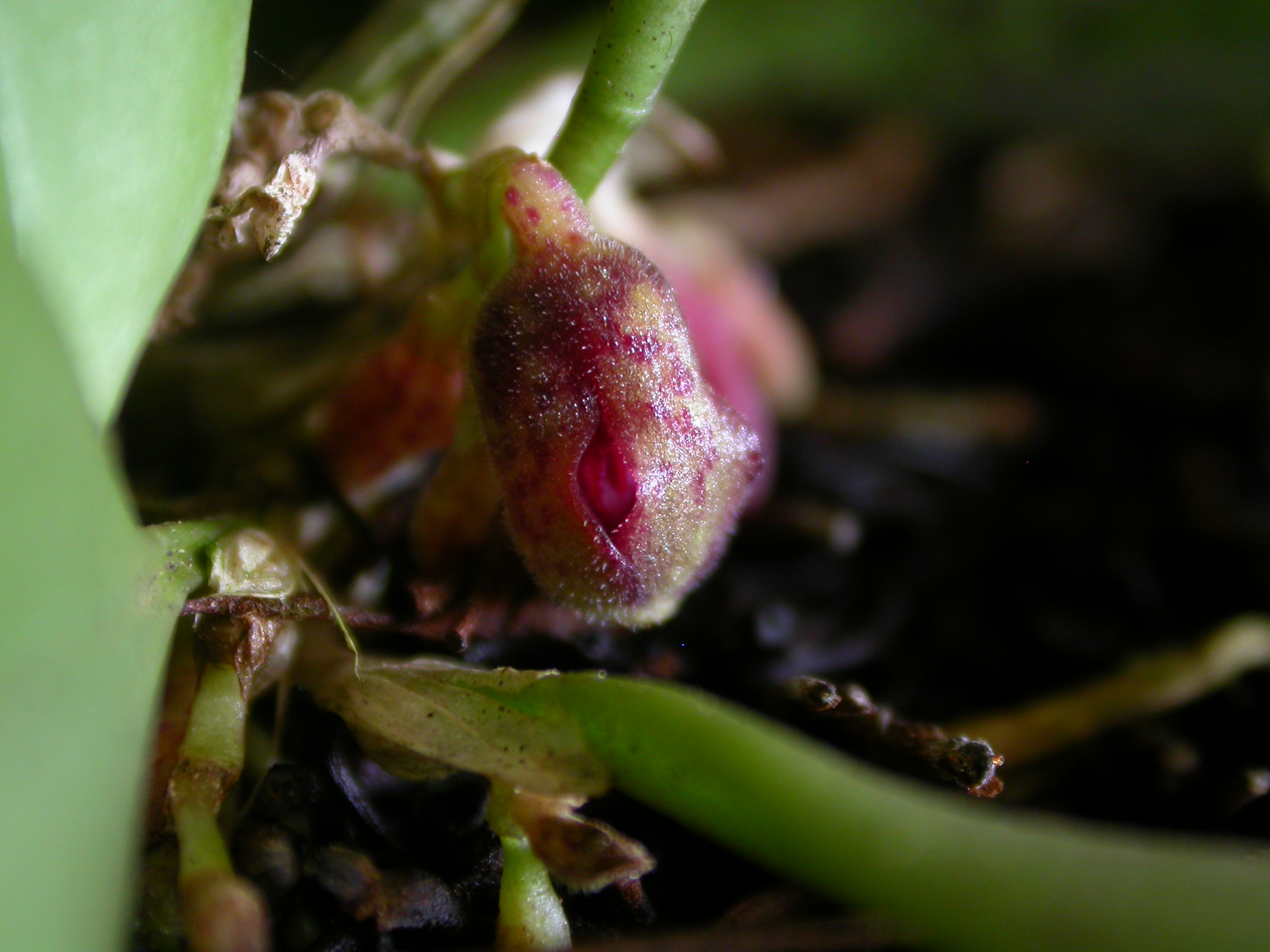
Flor

## Descripción
Las especies de Cryptophoranthus son especies brasileñas de Acianthera con tallos cortos y flores junto al sustrato. Sus flores están pegadas a los extremos de los sépalos que forman una pequeña ventana. Esta es una de las dos especies con hojas más pequeñas, más o menos verticales. Fácilmente diferenciable de Acianthera minima por las hojas más largas, erguidas y más delicadas.

## Taxonomía
Acianthera cryptantha fue descrita por (Barb.Rodr.) Pridgeon & M.W.Chase   y publicado en Lindleyana 16(4): 243. 2001.
Etimología
Acianthera: nombre genérico que es una referencia a la posición de las anteras de algunas de sus especies.
cryptantha: epíteto latino que significa "con la flor escondida".
Sinonimia
- Acianthera juergensii (Schltr.) F.Barros
- Acianthera neojuergensii (Luer) Pridgeon & M.W.Chase
- Cryptophoranthus cryptantha (Barb. Rodr.) Barb. Rodr.
- Cryptophoranthus cryptanthus (Barb.Rodr.) Barb.Rodr.
- Cryptophoranthus cryptanthus var. grandiflorus Cogn.
- Cryptophoranthus juergensii Schltr.
- Phloeophila cryptantha (Barb.Rodr.) Garay
- Pleurothallis cryptantha Barb.Rodr.
- Pleurothallis neojuergensii Luer[5][6]